# Warner Bros. Games
Warner Bros. Games (fostul Warner Bros. Interactive Entertainment) este o editură de jocuri video americană cu sediul în Burbank, California și parte a unității Warner Bros. Discovery Global Streaming and Interactive Entertainment a Warner Bros. Discovery (WBD). Editura a fost formată sub numele de Warner Bros. Interactive Entertainment pe 14 ianuarie 2004 sub Warner Bros. Entertainment și transferată sub divizia Home Entertainment când această companie a fost formată în octombrie 2005. Warner Bros. Games gestionează studiourile de dezvoltare de jocuri deținute integral TT Games, Rocksteady Studios, NetherRealm Studios, WB Games Boston, Avalanche Software și WB Games Montréal, printre altele.

## Filiale și divizii

### Etichetă editorială
- Portkey Games

### Studiouri
- Avalanche Software
- NetherRealm Studios
- Rocksteady Studios
- TT Games
  - Traveller's Tales
  - TT Fusion
  - TT Games Publishing
  - TT Odissey
- WB Games Boston
- WB Games Montréal
- WB Games New York
- WB Games San Francisco

### Foste studiouri
- Snowblind Studios
- Surreal Software
- Playdemic
- Monolith Productions
- WB Games San Diego
- Player First Games